# Falsterbohus
Falsterbohus har använts som namn på flera borgar i Falsterbo i Skåne. Den första byggdes i mitten av 1200-talet. Den senaste revs i slutet av 1500-talet. Av den återstår en ruin.

## Historia
1311 nämns Falsterbohus för första gången i bevarade historiska källor i samband med att den ursprungliga borgen förstördes i en attack från hanseatiska styrkor riktade mot den danske kungen Erik Menved. Några år senare byggdes en ny borg som återigen förstördes, den här gången av svenska styrkor.
Borgen uppfördes igen och i slutet av 1300-talet flyttade kungens fogde från Skanörs borg till Falsterbohus, då den senare borgen var i bättre skick och dessutom var bättre befäst. Detta var även i samband med att den ekonomiskt mycket viktiga Skånemarknaden försköts från Skanör till Falsterbo. Olof av Danmark och Norge, son till drottning Margareta dog på Falsterbohus år 1387. 
Skånemarknaden minskade i betydelse under 1400-talet. När fogdeämbetet, som var kungens ställföreträdare i alla väsentliga avseenden, flyttade till Malmöhus kom Falsterbos strategiska betydelse att förminskas avsevärt. Och borgen revs 1596.
Det har gjorts ett antal arkeologiska utgrävningar där borgen stod. Den första gjordes i början av 1900-talet av Georg J:son Karlin, Kulturhistoriska museet i Lunds grundare, och den andra gjorde 1934-35 av Ragnar Blomqvist. Den senare utredningen är den som bedöms ha störst historisk vikt. De flesta arkeologiska fynd finns i Stockholm, men de från den tidigare undersökningen finns på Kulturhistoriska museet i Lund och Falsterbo museum i Falsterbo.
Borgen bestod av en nästan kvadratisk muromgärdad borggård, cirka 33 meter lång och 28 meter bred. Borgen var anlagd på en konstgjord kvadratisk holme med måtten 42 x 42 meter. En ungefär tolv meter bred inre vallgrav omslöts därefter av en nästan lika bred vall, som i sin tur har varit omslutet av en yttre vallgrav, också den cirka tolv meter bred. Mot havssidan var vallen anlagd på sex stora pråmar som sänkts som fundament. I vallens sydöstligaste hörn har det hittats rester av en kalkugn som förmodligen legat intill det öppna havet utanför. En stenbarriär utanför den yttre vallgraven har fungerat som vågbrytare mot havet som vid storm och högvatten skulle ha hotat hela borganläggningen.  

### Fotnoter
1. ↑  Rosenberg, Carl Martin (1882-1883). ”Falsterbo i Malmöhus län” (Elektronisk resurs). Geografiskt-statistiskt handlexikon öfver Sverige efter nyaste, hufvudsakligen officiella källor. Stockholm: A. V. Carlson. sid. 396-397. Libris 22549054.  ”Enda forntidsminnena äro den ansenliga kyrkan, och några obetydliga ruiner af slottet Falsterbohus [söder] om staden.”
2. ↑  ”Historia”. vellinge.com. https://vellinge.com/historia. Läst 18 mars 2025.  ”1311: De vendiska hansastäderna Rostock, Wismar och Greifswald intog borgen Falsterbohus under sitt krig mot kung Erik Menved. När kriget var över var borgen mycket sliten och skadad och Erik Menved lät bygga en ny, större och moderna borg, vilken stod klar 1318.”
3. ↑  ”Falsterbohus Borgruin”. Udda Utflykter. https://uddautflykter.se/guide/skane/falsterbohus-borgruin/. Läst 18 mars 2025.  ”Under medeltiden var Falsterbo och Skanör norra Europas viktigaste handelsplats. Här hölls den årliga Skånemarknaden från slutet av juli till slutet av oktober, med en kommers som kretsade kring sill och salt. I slutet av 1300-talet hade Hansan vunnit monopol över marknaden genom freden i Stralsund 1370, och kungens fogde behövde en bättre befäst borg nära marknaden.”
4. ↑  ”Falsterbohus Borgruin”. Udda Utflykter. https://uddautflykter.se/guide/skane/falsterbohus-borgruin/. Läst 18 mars 2025.  ”Denna gång byggdes borgen på en konstgjord holme med dubbla vallgravar, och den stod fram till att den revs 1596. Vid denna tid hade Skånemarknaden sedan länge förlorat sin betydelse; när sillen uteblev 1560, blev Falsterbo och Skanör nästan helt övergivna.”